# Principauté de Haute-Hongrie
19 novembre 1682 – 15 octobre 1685
La principauté de Haute-Hongrie (hongrois : Felső-Magyarországi Fejedelemség ; turc : Orta Macar Prensliği) est une ancienne principauté de courte existence, n'ayant existé que pour 2 ans. Se trouvant en grande majorité dans l'actuelle Slovaquie, cette principauté était un État vassal de l'Empire ottoman. Sa capitale était Košice et elle était dirigée par Imre Thököly.

## Histoire
La principauté fut fondée le 19 novembre 1682 par Imre Thököly, mais elle fut dissoute peu de temps après la défaite de Thököly lors de la bataille d'Eperjes